# Andrew W. Saul
Andrew W. Saul (5 de febrero de 1955 en Rochester) es un académico estadounidense. Ingresó a la universidad a la edad de 15 años. Después de estudiar en la Universidad Nacional de Australia, recibió su Licenciatura en Ciencias de la Universidad de Nueva York a los 19 años. 
Realizó un trabajo de posgrado en la Universidad de Ghana, África Occidental, y también en el Hospital Brigham en Boston. Poco después, comenzó a dar conferencias sobre la historia de la investigación nutricional y la terapia vitamínica, y ejerció la práctica privada como consultor durante treinta y cinco años. 
Continuó su educación obteniendo una Maestría en Ciencias en 1989. Enseñó nutrición, recuperación de adicciones, ciencias de la salud y biología celular durante nueve años para la Universidad Estatal de Nueva York y nutrición clínica para Colegio Quiropráctico de Nueva York. Completó su doctorado en Etología en 1995. 
Se desempeñó como columnista de la Revista de Medicina Ortomolecular a partir de 2002, fue Editor colaborador de 2003-2006 y Editor asistente de 2006-2010. Permanece en el Consejo Editorial del Journal of Orthomolecular Medicine y de la revista Orthomoleculair (Países Bajos).
Saul testificó ante el Parlamento de Canadá en 2005 en nombre de la seguridad de la terapia nutricional. Ese mismo año, fundó el Servicio de Noticias de Medicina Ortomolecular de acceso libre y revisado por pares y se desempeñó como Editor en Jefe de más de 135 números. En 2006, Psychology Today nombró a Saúl como uno de los siete pioneros de la salud natural. Ha ganado el Premio a los Ciudadanos por la Salud Sobresaliente para la Libertad de Salud, es Director Honorario del Instituto Gerson y aparece en el documental Dying to Have Known: The Evidence Behind Natural Healing y la muy popular película Food Matters. Es autor o coautor de catorce libros, incluidos cuatro con Abram Hoffer.